# Аланин
Аланин (Ala) је неесенцијална α-амино киселина. Може се наћи у два облика, D- и L-, и оба облика су енантиомери. L-аланин је једна од двадесет амино киселина које изграђују све телесне протеине. D-аланин се налази у ћелијским зидовима бактерија.